# Thetidia powellaria
Thetidia powellaria är en fjärilsart som beskrevs av Charles Oberthür 1916. Thetidia powellaria ingår i släktet Thetidia och familjen mätare. Inga underarter finns listade i Catalogue of Life.